# Marga Swoboda
Marga Swoboda (* 15. April 1955 in Düns; † 20. November 2013 in Wien) war eine österreichische Journalistin und Kolumnistin.

## Leben
Swoboda, Tochter einer Fabriksarbeiterin und eines Straßenkehrers und Totengräbers, verließ die Schule vor der Reifeprüfung und fing einige Volontariate z. B. in Werbeagenturen, Heiratsinstituten oder dem St. Galler Tagblatt an. Danach schrieb sie neun Jahre, bis Anfang der 1980er Jahre, bei der Neuen Vorarlberger Tageszeitung in allen Ressorts, ehe sie nach Wien ging und dort als freie Mitarbeiterin bei WIENER und bei Basta arbeitete sowie für die ganze Woche, den Kurier und das Profil schrieb.
Bevor sie zur Kronen Zeitung wechselte und dort 21 Jahre lang tätig war, war sie von 1986 bis 1988 die erste Chefredakteurin der Frauenzeitschrift WIENERIN. In der ersten Ausgabe vom Mai 1986 schrieb sie einen Kommentar mit dem Titel „Mein Gott, Schwester Johanna“ und nahm damit Bezug auf die damalige erste Frauenstaatssekretärin Johanna Dohnal, welche die Gründung der WIENERIN ablehnte und ein Interview verweigerte.
Bei der Kronen Zeitung leitete sie bald die Redaktion der Krone Bunt und schrieb in über zwei Jahrzehnten 8.339 Kolumnen unter dem Titel Tag für Tag, die letzte vier Tage vor ihrem Tod. Ihre Entscheidung, Anfang der 1990er Jahre zur Kronen Zeitung, einer Boulevardzeitung, zu gehen und nicht mehr zu wechseln, wurde Swoboda oft vorgehalten und ihre Texte wurden deshalb oft abwertend beurteilt. Sie selbst wollte aber nicht für einen elitären Kreis schreiben, sondern „auf breiter Basis eine gewisse Art von Toleranz üben“.
Swoboda war mit dem österreichischen Schauspieler Fritz Hammel liiert und hatte fünf Kinder: Fabian, Moritz, Simon, Bernhard und Fanny. Sohn Bernhard und Tochter Fanny (früh am plötzlichen Kindstod) sind bereits verstorben. Sie lebte in Liechtenstein und Wien.

## Auszeichnungen
- 1986: Joseph-Roth-Preis für die Reportage „Bei den Mostschädeln“, erschienen im November 1985 im Trend.[9]
- Österreichischer Verkehrssicherheitspreis vom Kuratorium für Verkehrssicherheit.[3]
- Sicherheitspreis vom Kuratorium sicheres Österreich.[3]